# Secretary of State for India
Der Secretary of State for India („Staatssekretär für Indien“) war ein aufgrund des Government of India Act vom 2. August 1858 geschaffener Ministerposten der britischen Regierung, zumeist im Kabinettsrang. Der  Staatssekretär war politisches Oberhaupt des India Office, der für die Verwaltung Britisch-Indiens zuständigen Behörde der britischen Regierung. Ihm zur Seite standen ein parlamentarischer Unterstaatssekretär und ein permanenter Unterstaatssekretär.
Nach der Ausgliederung Burmas aus dem Britischen Raj 1937 trug das Amt die Bezeichnung Secretary of State for India and Burma. Nach der Teilung Indiens 1947 und der Unabhängigkeit Indiens und Pakistans bestand noch bis 1948 der Posten des Secretary of State for Burma, der nach der Unabhängigkeit Myanmars abgeschafft wurde.

## Liste der Staatssekretäre
| Name                                                  | Amtszeit                                 | unter Premierminister(n)                 |
| Secretary of State for India (1858–1937)              | Secretary of State for India (1858–1937) | Secretary of State for India (1858–1937) |
| ----------------------------------------------------- | ---------------------------------------- | ---------------------------------------- |
| Lord Stanley                                          | 2. August 1858 – 11. Juni 1859           | Derby                                    |
| Sir Charles Wood, Bt                                  | 18. Juni 1859 – 16. Februar 1866         | Palmerston, Russell                      |
| George Robinson, Earl de Grey and Ripon               | 16. Februar – 26. Juni 1866              | Russell                                  |
| Robert Gascoyne-Cecil, Viscount Cranborne             | 6. Juli 1866 – 8. März 1867              | Derby                                    |
| Sir Stafford Northcote, Bt                            | 8. März 1867 – 1. Dezember 1868          | Derby, Disraeli                          |
| George Douglas Campbell, 8. Duke of Argyll            | 9. Dezember 1868 – 17. Februar 1874      | Gladstone                                |
| Robert Gascoyne-Cecil, 3. Marquess of Salisbury       | 21. Februar 1874 – 2. April 1878         | Disraeli                                 |
| Gathorne Gathorne-Hardy, Viscount Cranbrook           | 2. April 1878 – 21. April 1880           | Disraeli                                 |
| Spencer Cavendish, Marquess of Hartington             | 28. April 1880 – 16. Dezember 1882       | Gladstone                                |
| John Wodehouse, 1. Earl of Kimberley                  | 16. Dezember 1882 – 9. Juni 1885         | Gladstone                                |
| Lord Randolph Churchill                               | 24. Juni 1885 – 28. Januar 1886          | Salisbury                                |
| John Wodehouse, 1. Earl of Kimberley                  | 6. Februar – 20. Juli 1886               | Gladstone                                |
| Richard Assheton Cross, 1. Viscount Cross             | 3. August 1886 – 11. August 1892         | Salisbury                                |
| John Wodehouse, 1. Earl of Kimberley                  | 18. August 1892 – 10. März 1894          | Gladstone                                |
| Henry Fowler                                          | 10. März 1894 – 21. Juni 1895            | Rosebery                                 |
| Lord George Hamilton                                  | 4. Juli 1895 – 9. Oktober 1903           | Salisbury, Balfour                       |
| St John Brodrick                                      | 9. Oktober 1903 – 4. Dezember 1905       | Balfour                                  |
| John Morley, 1. Viscount Morley of Blackburn          | 10. Dezember 1905 – 3. November 1910     | Campbell-Bannerman, Asquith              |
| Robert Crewe-Milnes, Earl of Crewe                    | 3. November 1910 – 7. März 1911          | Asquith                                  |
| John Morley, 1. Viscount Morley of Blackburn          | 7. März – 25. Mai 1911                   | Asquith                                  |
| Robert Crewe-Milnes, 1. Marquess of Crewe             | 25. Mai 1911 – 25. Mai 1915              | Asquith                                  |
| Austen Chamberlain                                    | 25. Mai 1915 – 17. Juli 1917             | Asquith, Lloyd George                    |
| Edwin Samuel Montagu                                  | 17. Juli 1917 – 19. März 1922            | Lloyd George                             |
| William Peel, Viscount Peel                           | 19. März 1922 – 22. Januar 1924          | Lloyd George, Bonar Law, Baldwin         |
| Sydney Olivier, 1. Baron Olivier                      | 22. Januar – 3. November 1924            | MacDonald                                |
| Frederick Edwin Smith, 1. Earl of Birkenhead          | 6. November 1924 – 18. Oktober 1928      | Baldwin                                  |
| William Peel, Viscount Peel                           | 18. Oktober 1928 – 4. Juni 1929          | Baldwin                                  |
| William Wedgwood Benn                                 | 7. Juni 1929 – 24. August 1931           | MacDonald                                |
| Sir Samuel Hoare                                      | 25. August 1931 – 7. Juni 1935           | MacDonald                                |
| Lawrence Dundas, 2. Marquess of Zetland               | 7. Juni 1935 – 28. Mai 1937              | Baldwin                                  |
| Secretary of State for India and Burma (1937–1947)    |                                          |                                          |
| Lawrence Dundas, 2. Marquess of Zetland               | 28. Mai 1937 – 13. Mai 1940              | Chamberlain                              |
| Leopold Stennett Amery                                | 13. Mai 1940 – 26. Juli 1945             | Churchill                                |
| Frederick Pethick-Lawrence, 1. Baron Pethick-Lawrence | 3. August 1945 – 17. April 1947          | Attlee                                   |
| William Hare, 5. Earl of Listowel                     | 17. April 1947 – 14. August 1947         | Attlee                                   |
| Secretary of State for Burma (1947–1948)              |                                          |                                          |
| William Hare, 5. Earl of Listowel                     | 14. August 1947 – 4. Januar 1948         | Attlee                                   |